# Kadmiumgrönt
Kadmiumgrönt är en pigmentblandning av kadmiumgult och något blått eller grönt pigment.
I Colour Index är kadmiumgrönt listat som Pigment Green 14 (77199 + 77346), en blandning av kadmiumsulfid (kadmiumgult PY37) och koboltblått (PB28). Det förekommer dock flera varianter; det kadmiumgula pigmentet kan vara kadmiumzinksulfid (PY35), det kan vara något annat blått pigment, till exempel ultramarinblått (PB29) eller berlinerblått (PB27), och det blå kan vara ersatt av ett grönt pigment, såsom ftalogrönt (PG7). En kombination av kadmiumgult och smaragdgrönt (PG18) har varit vanlig.